# Denta
Denta es una comuna ubicada en el distrito de Timiș, Rumania.

## Superficie
Posee una superficie de 91,39 kilómetros cuadrados.

## Demografía
Hasta 2021 la población era de 2800 habitantes, con una densidad de población de 30,64 habitantes por kilómetro cuadrado.